# Hugo Haase
Hugo Haase (Allenstein, actual Olsztyn, 29 de septiembre de 1863-Berlín, 7 de noviembre de 1919) fue un abogado, político socialdemócrata y pacifista alemán.

## Biografía
Fue el mayor de los diez hijos del zapatero y pequeño empresario Nathan Haase y de su esposa Pauline, de soltera Anker, ambos judíos, aunque para Hugo la fe judía no jugó un papel importante.
Estudió Derecho en Königsberg, donde se convirtió en abogado en 1888.
Fue miembro del Partido Socialdemócrata de Alemania (SPD) desde 1887. En 1888 abrió un bufete en Königsberg. Defendió a obreros, campesinos y socialdemócratas, incluyendo a Otto Braun, que luego fue presidente de Prusia, y Karl Liebknecht. De 1897 a 1907 y nuevamente de 1912 a 1919 fue miembro del Reichstag. En 1911 fue elegido presidente del SPD junto con August Bebel, y más tarde junto con Friedrich Ebert. En 1914, antes del estallido de la Primera Guerra Mundial, organizó muchas manifestaciones de protesta y redactó llamamientos en contra de la guerra. Sin embargo, el 4 de agosto de 1914, ya que era presidente del grupo parlamentario de la SPD, leó en el Parlamento la declaración a favor de los créditos para la guerra de su partido. El año siguiente se manifestó más abiertamente en contra de los objetivos de la guerra del Gobierno. Fue uno de los signatarios de un manifiesto en contra de la guerra y en 1916 votó en contra de seguir financiar la guerra. Tuvo que dimitir como presidente de la SPD en 1916, debido a que votó en contra de continuar a financiar la guerra y a su crítica a la Primera Guerra Mundial, que era apoyada por la mayoría del partido.
Tras finalmente abandonar el SPD, el 24 de marzo de 1916 fundó la Sozialdemokratische Arbeitsgemeinschaft, de la que surgió el Partido Socialdemócrata Independiente de Alemania (USPD), formado por la facción izquierdista y pacifista de la socialdemocracia y del cual se convirtió en presidente después de su fundación el 6 de abril de 1917. Fue copresidente junto con Friedrich Ebert del Consejo de Comisarios del Pueblo, que existió desde el 10 de noviembre de 1918 hasta el 19 de febrero de 1919, en el contexto de la Revolución de Noviembre. Renunció con los otros dos comisionados del USPD debido a la orden de Friedrich Ebert de reprimir a los soldados revolucionarios de la armada.[cita requerida] El USPD ganó solo el 7.6 % de los votos en las elecciones federales de 1919. Fue presidente del grupo parlamentario del USPD en la Asamblea Nacional de Weimar. El 8 de octubre de 1919 sufrió un atentado y producto de las secuelas originadas falleció semanas más tarde.